# Matt Chrabot
Matt Chrabot (* 26. Mai 1983 in Chicago) ist ein ehemaliger US-amerikanischer Triathlet.

## Werdegang
Matt Chrabot war in seiner Jugend im Schwimmsport aktiv und er betreibt Triathlon seit 2003.
Er war seit 2006 als Triathlon-Profi aktiv und startete vorwiegend bei Bewerben auf der Kurz- oder Mitteldistanz.
Im März 2013 wurde Chrabot Triathlon-Staatsmeister auf der Kurzdistanz und im November belegte er bei seinem ersten Start auf der Ironman-Distanz in Arizona (3,86 km Schwimmen, 180,2 km Radfahren und 42,195 km Laufen) den 23. Rang.

Beim Ironman Mexico wurde er im November 2014 Zweiter und im September 2015 wurde er im Ironman Chattanooga wieder Zweiter – in einer der knappsten Entscheidungen der internationalen Rennserie: Im Zielsprint war er nur zwei Sekunden hinter dem Sieger und sechs Sekunden vor dem Drittplatzierten.
Im Juni 2017 wurde er Zweiter beim Ironman Boulder. Im Dezember konnte er in Argentinien die Erstaustragung des Ironman Mar del Plata gewinnen.
Seit 2018 tritt Matt Chrabot nicht mehr international in Erscheinung.
Er lebt in Virginia Beach.

## Auszeichnungen
- 2013 USA Triathlon Elite Triathletes of the Year – Für seine Leistungen wurde Matt Chrabot in den Vereinigten Staaten zum „Triathleten des Jahres 2013“ gewählt.[2]

## Sportliche Erfolge
| Datum/Jahr    | Rang | Wettbewerb                                           | Austragungsort     | Zeit     | Bemerkung                                                                               |
| ------------- | ---- | ---------------------------------------------------- | ------------------ | -------- | --------------------------------------------------------------------------------------- |
| 3. Juni 2018  | 2    | Ironman 70.3 Raleigh                                 | Raleigh            | 03:58:19 |                                                                                         |
| 1. Juli 2018  | 2    | Ironman 70.3 Edinburgh                               | Edinburgh          |          |                                                                                         |
| 12. Nov. 2017 | 2    | Ironman 70.3 Los Cabos                               | Los Cabos          | 03:49:25 |                                                                                         |
| 30. Okt. 2016 | 2    | Ironman 70.3 Los Cabos                               | Los Cabos          |          |                                                                                         |
| 11. Juni 2016 | 5    | Ironman 70.3 Boulder                                 | Boulder            | 03:46:23 |                                                                                         |
| 20. März 2016 | 3    | Ironman 70.3 Monterrey                               | Monterrey          | 03:44:37 |                                                                                         |
| 19. Juli 2015 | 2    | Ironman 70.3 Racine                                  | Racine (Wisconsin) | 03:51:57 |                                                                                         |
| 3. Mai 2015   | 1    | Ironman 70.3 St. Croix                               | Saint Croix        | 04:09:57 |                                                                                         |
| 7. Sep. 2014  | 17   | Ironman 70.3 World Championship                      | Mont-Tremblant     | 03:53:15 | Ironman-70.3-Weltmeisterschaft                                                          |
| 31. Aug. 2014 | 4    | Hy-Vee Triathlon 5150                                | Des Moines         | 01:45:35 | U.S. Championships                                                                      |
| 1. Juni 2014  | 1    | Ironman 70.3 Raleigh                                 | Raleigh            | 03:52:07 |                                                                                         |
| 5. Mai 2014   | 7    | USA Middle Distance Triathlon National Championships | Vereinigte Staaten | 03:59:14 | hinter dem Sieger Andy Potts                                                            |
| 16. Feb. 2014 | 2    | Ironman 70.3 Panama                                  | Panama City        | 03:42:12 |                                                                                         |
| 27. Okt. 2013 | 1    | Ironman 70.3 Austin                                  | Austin             | 03:48:49 |                                                                                         |
| 11. Aug. 2013 | 83   | Ironman 70.3 Germany                                 | Wiesbaden          | 04:34:49 | Europameisterschaft über die halbe Ironman-Distanz                                      |
| 20. März 2013 | 1    | USA Triathlon National Championships                 | Vereinigte Staaten | 01:49:23 |                                                                                         |
| 16. März 2013 | 2    | ITU Triathlon World Cup                              | Mooloolaba         | 01:54:53 |                                                                                         |
| 9. Okt. 2011  | 1    | ITU Triathlon World Cup                              | Huatulco           | 02:00:37 |                                                                                         |
| 19. Sep. 2011 | 5    | ITU World Championship Series 2011                   | Yokohama           | 01:50:15 | Das Ergebnis des Rennens soll schon für die Saison 2012 berücksichtigt werden.          |
| 5. Juni 2011  | 3    | Escape from Alcatraz Triathlon                       | San Francisco      |          |                                                                                         |
| 20. März 2011 | 1    | 5150 Miami International Triathlon                   | Miami              |          | Sieger auf der olympischen Distanz (1,5 km Schwimmen, 40 km Radfahren und 10 km Laufen) |
| 10. Okt. 2010 | 3    | ITU Triathlon World Cup                              | Huatulco           | 01:49:54 |                                                                                         |
| 14. Aug. 2010 | 4    | ITU World Championship Series 2010                   | Kitzbühel          | 01:53:35 | beim 6. Rennen der Serie                                                                |
| 18. Apr. 2010 | 2    | ITU Triathlon World Cup                              | Monterrey          | 01:45:05 |                                                                                         |
| 8. Nov. 2009  | 1    | ITU Triathlon World Cup                              | Huatulco           | 01:57:22 |                                                                                         |

| Datum/Jahr    | Rang | Wettbewerb            | Austragungsort | Zeit     | Bemerkung                                                                             |
| ------------- | ---- | --------------------- | -------------- | -------- | ------------------------------------------------------------------------------------- |
| 13. Okt. 2018 | 116  | Ironman Hawaii        | Hawaii         | 09:03:26 | Ironman World Championships; Rang 43 bei den Profis                                   |
| 3. Dez. 2017  | 1    | Ironman Mar del Plata | Mar del Plata  | 08:19:57 |                                                                                       |
| 11. Juni 2017 | 2    | Ironman Boulder       | Boulder        | 08:34:36 |                                                                                       |
| 27. Sep. 2015 | 2    | Ironman Chattanooga   | Chattanooga    | 08:08:34 | nur zwei Sekunden hinter dem Esten Kirill Kotšegarov                                  |
| 30. Nov. 2014 | 2    | Ironman Mexico        | Cozumel        | 08:29:50 | Zweiter Rang bei seinem zweiten Ironman-Start – hinter dem Österreicher Michael Weiss |
| 17. Nov. 2013 | 23   | Ironman Arizona       | Tempe          | 08:39:50 |                                                                                       |

(DNF – Did Not Finish)